# Abraham Buchholzer
Abraham Buchholzer (* 28. September 1529 in Schöna; † 14. Juni 1584 in Freystadt) war ein deutscher evangelischer Theologe, Pädagoge und Historiker.

## Leben
Abraham wurde als Sohn des Georg Buchholzer geboren und studierte an der Universität Frankfurt (Oder), sowie an der Universität Wittenberg. In Wittenberg machte er die Bekanntschaft von Philipp Melanchthon, dem er sich vertrauensvoll anschloss. Von Zacharias Ursinus an Johann Crato von Krafftheim empfohlen, zog er nach Schlesien und nahm auf Melanchthons Rat 1556 ein Angebot als Rektor der Schule in Grünberg an. Unter seiner Regie entwickelte sich diese Schule zu einem geistigen Zentrum.
1563 tauschte er sein Rektoramt mit dem eines Pfarrers in Sprottau. 1573 wurde er als Hofprediger für die Herzogin Katharina, der Witwe Johann von Brandenburg-Küstrins, nach Crossen gerufen. Nach dem Tod der Herzogin übernahm er eine kurze Pfarrtätigkeit in Freystadt und wurde 1579 von Herzog Joachim Ernst von Anhalt gebeten, die Kirchenvisitationen seines Fürstentums durchzuführen. Dies musste er jedoch aus gesundheitlichen Gründen ablehnen.
Stattdessen widmete er sich chronologischen Forschungen und gab 17 Jahre später sein Werk „Index chronologicus“ heraus, in dem er die Geschichte von der Erschaffung der Welt bis zum Jahre 1580 beschrieb. Daraufhin plante er eine dreibändige Abhandlung „Isagoge chronologica“, von dem der erste Band erschien, jedoch aufgrund seines Todes von seinem Sohn vollendet werden musste.